# Ooo Baby Baby
"Ooo Baby Baby" är en hitsingel från 1965 av The Miracles. 2004 rankade tidskriften Rolling Stone Miracles originalversion som nr 262 på deras lista över The 500 Greatest Songs of All Time.

## Cover-versioner
- The Five Stairsteps (1967)
- Ella Fitzgerald  (1969)
- Todd Rundgren på A Wizard, a True Star (1973)
- Shalamar på Uptown Festival (1977)
- Linda Ronstadt, titel "Ooh Baby Baby",  Living in the  USA (1978), också släppt som singel (1979)
- Sylvester on Too Hot to Sleep (1981)
- Zapp, titel "Ooh Baby Baby", på Zapp Vibe (1989), also released as a single
- Laura Nyro (inspelad 1994/95) släppt på Angel in the Dark in 2001
- LaToya London (2004) på American Idol under "Motown Week"
- Musiq on Luvanmusiq  (2007, bonus track)
- Anoop Desai (2009) på American Idol under "Motown Week"
- Marianne Faithfull featuring Antony Hegarty (2009) släppt på Easy Come, Easy Go